# توماس جوردون كولين
توماس جوردون كولين (9 أغسطس 1914 - 11 أغسطس 1994) مهندسًا معماريًا ومصممًا حضريًا بريطانيًا. كان أحد المحفزين الرئيسيين في حركة تصميم المدن، وقدم كولين نظرية ومنهجية جديدة للتحليل والتصميم البصري الحضري تعتمد على علم نفس الإدراك، مثل الحاجة البشرية للتحفيز البصري ومفاهيم الزمان والمكاناشتهر بكتابه Townscape، الذي نُشر لأول مرة في عام 1961نشرت إصدارات لاحقة من Townscape تحت عنوان The Concise Townscape.

## حياته

### الحياة المبكرة والتعليم
وُلِد كولين في كالفيرلي، بودسي، بالقرب من ليدز، يوركشاير، إنجلترا. درس الهندسة المعمارية في المعهد الملكي للفنون التطبيقية، في جامعة وستمنستر حاليًا، وعمل بعد ذلك كرسام في مكاتب المهندسين المعماريين المختلفة بما في ذلك مكتب بيرثولد لوبيتكين وتيكتون، لكنه لم يتأهل أو يمارس مهنة الهندسة المعمارية.

### المهنية
بين عامي 1944 و1946 عمل في مكتب التخطيط التابع لإدارة التنمية والرفاهية في بربادوس، حيث كان ضعف بصره يعني أنه غير لائق للخدمة في القوات المسلحة البريطانية. عاد بعد ذلك إلى لندن وانضم إلى مجلة Architectural Review، في البداية كرسام ثم ككاتب في سياسات التخطيط، وهناك أنتج العديد من المقالات الافتتاحية ودراسات الحالة المؤثرة حول نظرية التخطيط وتصميم المدن، وطرأت العديد من التحسينات على البيئة الحضرية والريفية في بريطانيا خلال الخمسينيات والستينيات. وكان أيضًا مشاركًا في مهرجان بريطانيا في عام 1951، و كانت أحد الأعمال القليلة الكبيرة التي أنجزها كولين والمعروضة للعامة هي اللوحة الجدارية في بهو مدرسة جرينسايد الابتدائية التي صممها إيرنو جولدفينجر في غرب لندن، والتي اكتمل بناؤها في عام 1953إن جداريته الخزفية التي أنجزها عام 1958 في كوفنتري، والتي تصور تاريخ المدينة وتجديدها بعد الحرب، هي على نطاق أعظم بكثير على الرغم من أنها نُقلت الآن بعيدًا عن موقعها المركزي الأصلي.

### الرسوم التوضيحية
كانت تقنياته تتكون إلى حد كبير من الرسومات التخطيطية التي تنقل فهمًا واضحًا بشكل خاص لأفكاره، وكان لها تأثير كبير على أنماط التوضيح المعماري اللاحقة، كما قام بتوضيح العديد من الكتب لمؤلفين آخرين مختلفين، قبل أن يكتب كتابه الخاص المستند على فكرة Townscape، في عام 1961 تمت إعادة نشر كتاب The Concise Townscape حوالي 15 مرة، مما يثبت أنه أحد الكتب الأكثر شعبية في مجال التصميم الحضري في القرن العشرين.

### العمل الاستشاري
في عام 1956، أصبح كولين كاتبًا مستقلاً ومستشارًا، وفي السنوات التالية مباشرة قدم المشورة لمدينتي ليفربول وبيتربورو بشأن خطط إعادة الإعمار وإعادة التطوير، وفي عام 1960 تمت دعوته إلى الهند لتقديم المشورة بشأن الجوانب التخطيطية لعمل مؤسسة فورد في نيودلهي وكلكتا، وفي عام 1962 عاش هو وعائلته في الهند لمدة 6 أشهر بينما كان يعمل في المشاريع، وفي وقت لاحق شمل عمله تقديم المشورة التخطيطية لمدينة غلاسكو وخلال الثمانينيات لشركة تطوير دوكلاندز في لندن.

### برايس وكولن
لفترة من الوقت، تعاون كولين مع أحد طلابه ديفيد برايس، وشكلوا شركة معمارية معًا برايس وكولين. فازوا بمسابقة في لندن في ثمانينيات القرن العشرين وقاموا معًا بتصميم والإشراف على بناء مشروع الإسكان السويدي في دوكلاندز، وعملوا معًا حتى عام 1990 عندما ولدت برايس طفلها الأول وبسبب تدهور صحة كولين. توفي برايس في عام 2009 عن عمر يناهز 53 عامًا.

## وفاته
عاش كولين في قرية رايزبيري الصغيرة (بركشاير) من عام 1958 حتى وفاته عن عمر يناهز 80 عامًا، في 11 أغسطس 1994، بعد إصابته بسكتة دماغية خطيرة، وبعد رحيله، جمع ديفيد جوسلينج ونورمان فوستر أمثلة مختلفة من أعماله ووضعوها معًا في كتاب بعنوان رؤى التصميم الحضري.

## الجوائز
في عام 1972 تم انتخابه زميلاً فخرياً للمعهد الملكي للمهندسين المعماريين البريطانيين (RIBA)، وفي عام 1975 حصل على جائزة RDI للرسوم التوضيحية والمناظر الطبيعية الحضرية، وفي العام التالي حصل على ميدالية من المعهد الأمريكي للمهندسين المعماريين، وفي عام 1978 تم تعيينه وسام الإمبراطورية البريطانية CBE من الملكة إليزابيث الثانية ملكة المملكة المتحدة لمساهمته في مجال الهندسة المعمارية.